# Jean-François Niceron
Jean-François Niceron (París, 5 de juliol de 1613 – Ais de Provença, 22 de setembre de 1646) va ser un físic i matemàtic francès, conegut per les seves contribucions en el camp de l'òptica.
Des de molt primerenca edat, Niceron va mostrar un gran interès per les matemàtiques. A l'edat de 19 anys, Niceron ingressà a l'Orde dels Mínims. Niceron també va ser un artista, amb un interès particular en l'ús de l'anamorfosi en l'art religiós. Ell va tenir ocasió de conèixer els principals científics de França, Itàlia i Alemanya com Pierre de Fermat, René Descartes, Bonaventura Cavalieri i Athanasius Kircher, i gràcies a això, es va mantenir actualitzat dels últims desenvolupaments teòrics. Amb la intenció de trobar una solució científica als problemes presentats per la perspectiva, Niceron va desenvolupar els algorismes geomètrics per produir art anamòrfic i el 1638, a l'edat de 25 anys, va publicar un tractat titulat La curiosa perspectiva, o la màgia artificial d'efectes meravellosos ((francès): La perspective curieuse, ou magie artificielle des effets merveilleux).
A mesura que diverses societats científiques es van formar a principis de la dècada del 1630, Niceron es va convertir en un membre del cercle de Mersenne, anomenat així pel nom del seu mentor, Marin Mersenne.
Niceron va morir a l'edat de 33 anys a Ais de Provença, el 22 de setembre de 1646.